# Lýkijská stezka

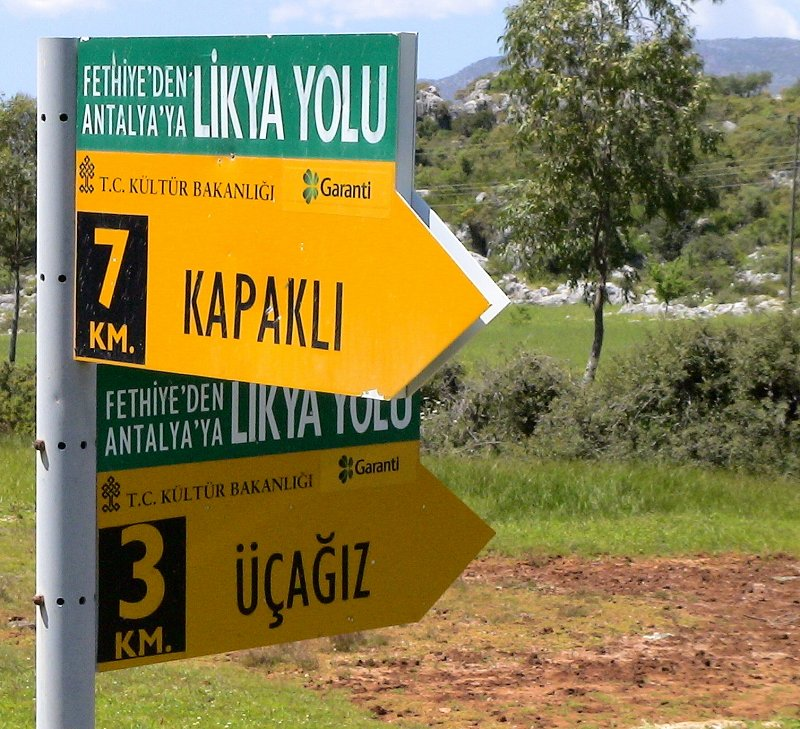
Jeden z rozcestníků na trase

Lýkijská stezka, turecky Likya Yolu, je značená dálková turistická stezka v Turecku, procházející územím antické Lýkie (dnešní provincie Muğla a Antalya). Stezka začíná ve městě Fethiye a končí v Antalyi. Jde většinou po pobřeží, avšak místy se dostává i hlouběji do vnitrozemí. Mezi místa, kterými prochází, patří například Baba Dagi, Údolí motýlů, historické město Kaş, vykopávky města Olympos, pláž Cirali, plameny Chiméry, či nejvyšší hora Lýkie – Olympos. Dlouhá je asi 520 km.

## Historie
Lýkijská stezka byla navržena v roce 1992 Britkou Kate Clow. Název stezky pochází od starověké civilizace, která kdysi tento region ovládala. Budování stezky bylo ukončeno v roce 1999 a stezka patří mezi nejlépe hodnocené turistické trasy světa.

### Lýkie
Lýkie je oblast s velmi bohatou historií, jejíž pozůstatky se dají vidět po většině trasy. První písemná zmínka o Lýkii a jejích obyvatelích pochází již od Homéra, který o nich píše v souvislosti s útokem na Tróju. Již na počátku antiky existovalo v oblasti asi 20 měst, jež tvořila městské státy. Tyto státy tvořily Lýkijskou konfederaci s jednotnou zahraniční politikou. V dalších obdobích se jako vládci Lýkie vystřídali Peršané, Řekové a Římané. Nejzřetelnějším dokladem zdejší starobylé historie jsou četné sarkofágy, skalní hrobky, jež lemují pobřeží Středozemního moře, jakož i ruiny celých antických měst.

## Značení stezky

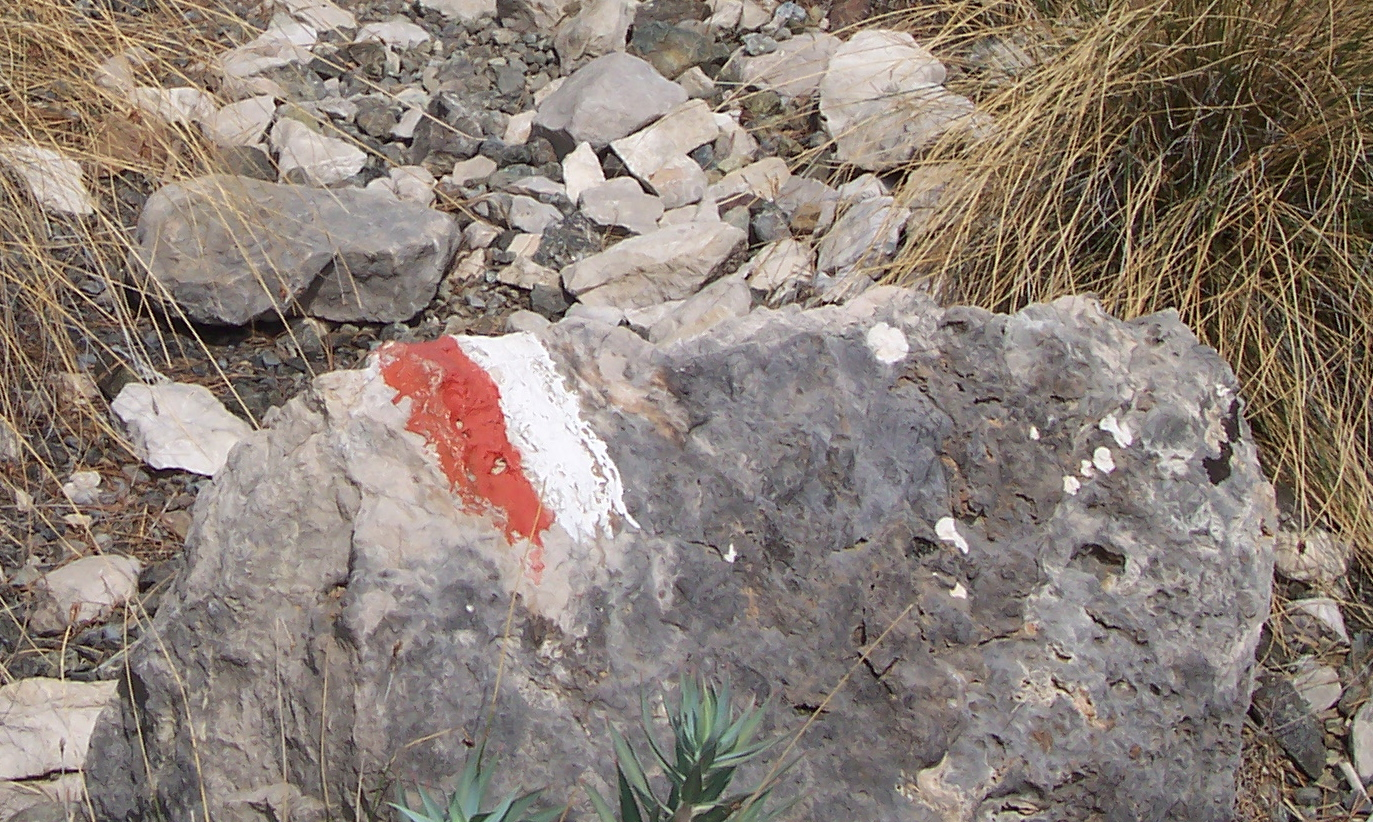
Značení trasy je podobné tomu českému

Značení začíná u amfiteátru ve městečku Fethiye. Obvykle je provedeno červeno-bílým pruhem, místy doplněno rozcestníky. Stezka se místy rozděluje na dvě, přičemž jedna část pokračuje dále a druhá návštěvníka provede zajímavým okruhem po okolí. Takováto rozbočka je potom značená dvěma červeno-bílými pruhy nad sebou. V místech, kde značení buďto dočasně chybí, nebo není jasně vidět, se lze setkat i s červeno-bílými igelitovými fáborky, případně mohylkami z kamení (na skalnatých úsecích).

## Náročnost a ubytování
Ačkoliv některé úseky stezky jsou mírnější, obecně je stezka hodnocena jako středně náročná až náročná. Na vině je především neustálé stoupání a klesání, jež je jednou z jejích hlavních charakteristik. Pro návštěvu se rozhodně nedoporučují horké letní měsíce, kdy se zde teplota přes den pohybuje často nad 40 °C.
Mimo hlavní turistickou sezónu není problém sehnat místo v některém z mnoha hotelů, penzionů či kempů ležících na trase. Mimo oblasti národních parků není rovněž problém s kempováním ve volné přírodě. 

## Zajímavosti na trase
- Fethiye - městečko mezi horami a mořem, začátek stezky
- Kayaköy - město duchů s 2000 kamennými domy, jež vzniklo po výměně obyvatelstva mezi Řeckem a Tureckem.
- Motýlí údolí - údolí, v němž mj. žije motýl přástevník kostivalový.
- 12 km dlouhá pláž v Pataře
- Üçagiz – středomořská vesnice se spoustou Lycijských hrobek, hradem a troskami římského města, jež leží pod hladinou moře.
- Kostel Anděla Gabriela v horách nad Myrou
- hora Olympos (2388 m n. m.) a ruiny stejnojmenného, nedaleko ležícího antického města
- Chiméra - přírodní vývěr zemního plynu z puklin ve skále kousek od hory Olympos, známý již od starověku